# Nightmares (Chris Brown)
Nightmares è un singolo del cantante R&B statunitense Chris Brown, in collaborazione coi cantante giamaicano Byron Messia, pubblicato il 7 novembre 2023 come terzo singolo dall'undicesimo album in studio di Brown intitolato 11:11.

## Composizione
Nightmares è una canzone afrobeats e dancehall, scritta da Brown, Messia, il cantante giamaicano Sean Kingston e il rapper americano HoodyBaby. Dal punto di vista del testo, la canzone parla di un gangster scoraggiato che si ritrova ad appoggiarsi ai vizi a causa di travolgenti sentimenti di disperazione.

## Video musicale
Il 7 novembre 2023, Brown ha caricato il video musicale di Nightmares sul suo account YouTube. Il video è stato girato nell'agosto 2023 ai Giardini di Tivoli, a Kingston.

## Classifiche
| Classifica (2023) | Posizione massima |
| ----------------- | ----------------- |
| Regno Unito       | 73                |